# 부사칠석놀이
부사칠석놀이는 대전광역시 중구 부사동에서 행해지는 칠석놀이다. 2012년 3월 30일 대전 중구의 향토문화유산(무형) 제1호로 지정되었다.